# 니시아리에정
니시아리에정(西有家町)은 나가사키현 시마바라반도에 있던 정으로 미나미타카키군에 속했다.
2006년 3월 31일, 주변 7정과 대등합병해, 미나미시마바라시가 되어 소멸하였다.

## 지리
시마바라 반도의 남쪽에 위치하며 시마바라만에 접해 있다. 

## 역사
에도시대 초기까지만 해도 현재의 아리케정 지역과 함께 아리에촌를 이루고 있었다. '아리마하라성 병란기' 등에 따르면, 1637년(간에이 14년)에 일어난 시마하라의 난에는 마을 주민 전원이 참여했지만, 모두 전사하여 무인도 마을이 되었다고 한다. 현재의 마을 주민들은 이후 고카리키 다다보의 부흥 정책에 따라 막부령의 시코쿠 쇼도시마와 규슈 각 번에서 이주해 온 사람들의 후손이라고 한다.
- 1889년 4월 1일 - 정촌제 시행에 의해 니시아리에촌이 성립하였다.
- 1927년 4월 1일 - 정으로 승격해 니시아리에정이 되었다.
- 2006년 3월 31일 - 구치노쓰정·미나미아리마정·기타아리마정·니시아리에정·아리에정·후쓰정·후카에정이 합병, 시로 승격해 미나미시마바라시가 성립하였다. 가즈사정은 자치체로서는 소멸하였다.

## 교통

### 도로
- 국도 251호선
- 국도 389호선